# Волков, Вадим Викторович
Вадим Викторович Волков (р. 12 сентября 1965, Ленинград) — российский социолог, ректор Европейского университета в Санкт-Петербурге, в 2012—2019 годах профессор социологии права им. С. А. Муромцева Европейского университета в Санкт-Петербурге, научный руководитель Института проблем правоприменения при Европейском университете.

## Биография
В 1987 году окончил экономический факультет ЛГУ по специальности «политическая экономия». В Кембриджском университете получил степени магистра (1992) и доктора философии по социологии (1995). В 2005 году защитил диссертацию на соискание степени доктора социологических наук по специальности «экономическая социология».
В 1987—1989 годах работал ассистентом кафедры политэкономии Ленинградского военно-механического института. В 1989—1991 годах — аспирант Института философии АН СССР.
С сентября 1995 по март 1999 года — декан-организатор Факультета политических наук и социологии Европейского университета в Санкт-Петербурге.
В 2002—2005 годах — декан факультета социологии ГУ—ВШЭ, Санкт-Петербургский филиал.
С 1 сентября 2018 года — ректор Европейского университета в Санкт-Петербурге.

### Научная деятельность
Профессиональные интересы: историческая социология, экономическая социология, формирование государств и рынков, организованная преступность, социология повседневности.
Вошёл в список 10 самых влиятельных социологов и экономистов России 2000—2010 годов по версии журнала «Русский репортёр».

Вадим Волков во многом открыл для широкой публики настоящее обществоведение. Страна в 90-е жила между «правильными» либеральными тезисами про то, как надо жить, и реальностью, для которой даже не находилось русских слов. И вот оказалось, что реальную жизнь можно строго и научно понимать — а значит, и «приручать». И самое интересное — увидеть, из чего растет история «лихих 90-х»: из «качалок» и секций каратэ, завсегдатаи которых нашли себе применение, увидев в перестроечных видеозалах, как орудуют рэкетиры в дешевых американских боевиках.
— 